# José Manuel Caballero Bonald
José Manuel Caballero Bonald (Jerez de la Frontera, Cádiz, 11 de noviembre de 1926-Madrid, 9 de mayo de 2021) fue un escritor español, conocido principalmente como poeta, ensayista y novelista. La cuidadosa utilización del lenguaje y el barroquismo caracterizan su obra. También fue un reconocido flamencólogo.

## Biografía
De padre cubano —republicano del Partido Reformista—  y madre de ascendencia aristocrática francesa —de la familia del vizconde de Bonald, estudió Filosofía y Letras en Sevilla entre 1949 y 1952 y náutica y astronomía en Cádiz. En estos mismos años comenzó a relacionarse con los cordobeses de la revista Cántico, como Pablo García Baena.
Publicó su primer poemario, Las adivinaciones, en 1952, tras haber obtenido con él un accésit del Premio Adonáis. Dos años antes había ganado el Platero de poesía.
Su carrera continuó en Latinoamérica, donde fue profesor universitario en Bogotá. En la capital colombiana escribió su primera novela —Dos días de septiembre, galardonada en 1961 con el Premio Biblioteca Breve y publicada al año siguiente— y tuvo a su primer hijo. En 1968 fue incluido en la Antología de la nueva poesía española, dirigida por José Batlló.
Al regresar de Colombia intensificó el interés por la literatura como método de lucha antifranquista, en línea con las directrices del Partido Comunista, en el que sin embargo nunca militó.
Colaboró con Camilo José Cela en la publicación de la revista Papeles de Son Armadans como subdirector y en el proyecto del Instituto de Lexicografía de la Real Academia Española. Además, tuvo un idilio de siete años con la primera mujer de Cela, Rosario Conde.
En 1986 se inauguró un instituto con su nombre, y en 1998 se constituyó la Fundación Caballero Bonald.
En abril de 2009 publicó La noche no tiene paredes, compuesto por 103 poemas, donde hace una reivindicación de la incertidumbre porque, en sus propias palabras, «el que no tiene dudas, el que está seguro de todo, es lo más parecido que hay a un imbécil.»
Tras la publicación de Entreguerras (2012), libro formado por un solo poema de casi 3.000 versos, declaró: «ya no voy a escribir nada», sin embargo continuó escribiendo. Ha reconocido que escribir poesía le ayuda a mantenerse joven. «El permanecer en la brecha te rejuvenece. El que no se queda callado, el que iguala el pensamiento con la vida, tiene ya mucho ganado para rejuvenecer», declaró al cumplir 80 años.
El 29 de noviembre de 2012 fue galardonado con el Premio Cervantes.
Ha sido presidente del jurado de varios galardones literarios, tanto de poesía como de narrativa, entre los que destaca el Premio de Novela Ciudad de Torrevieja, localidad esta última que en junio de 2010 le dedicó una de sus plazas.
En 2018 afirmó que no pensaba volver a escribir.
Caballero Bonald falleció el 9 de mayo de 2021 en Madrid, a la edad de 94 años.

## Obras

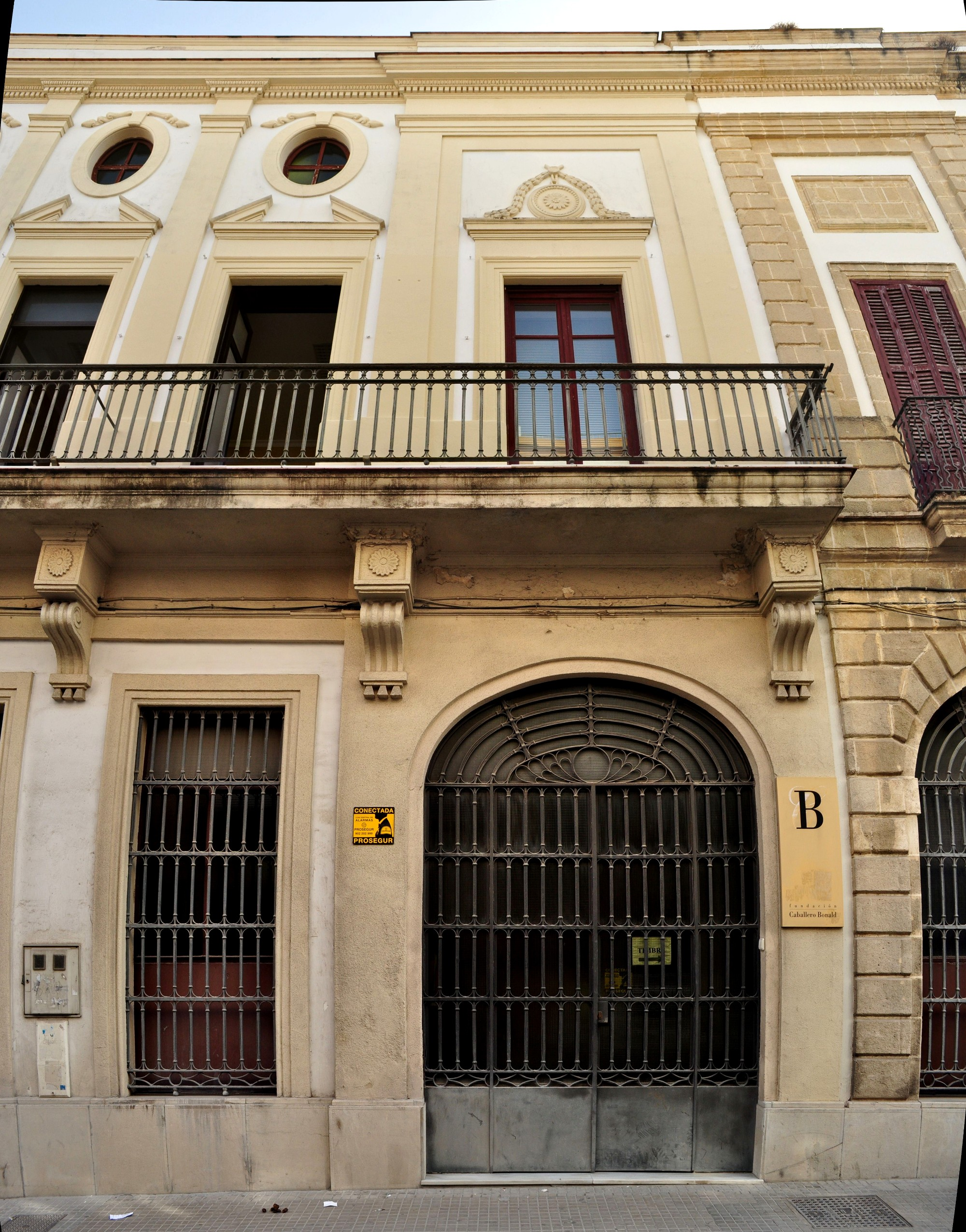
Sede de la Fundación Caballero Bonald en Jerez de la Frontera.

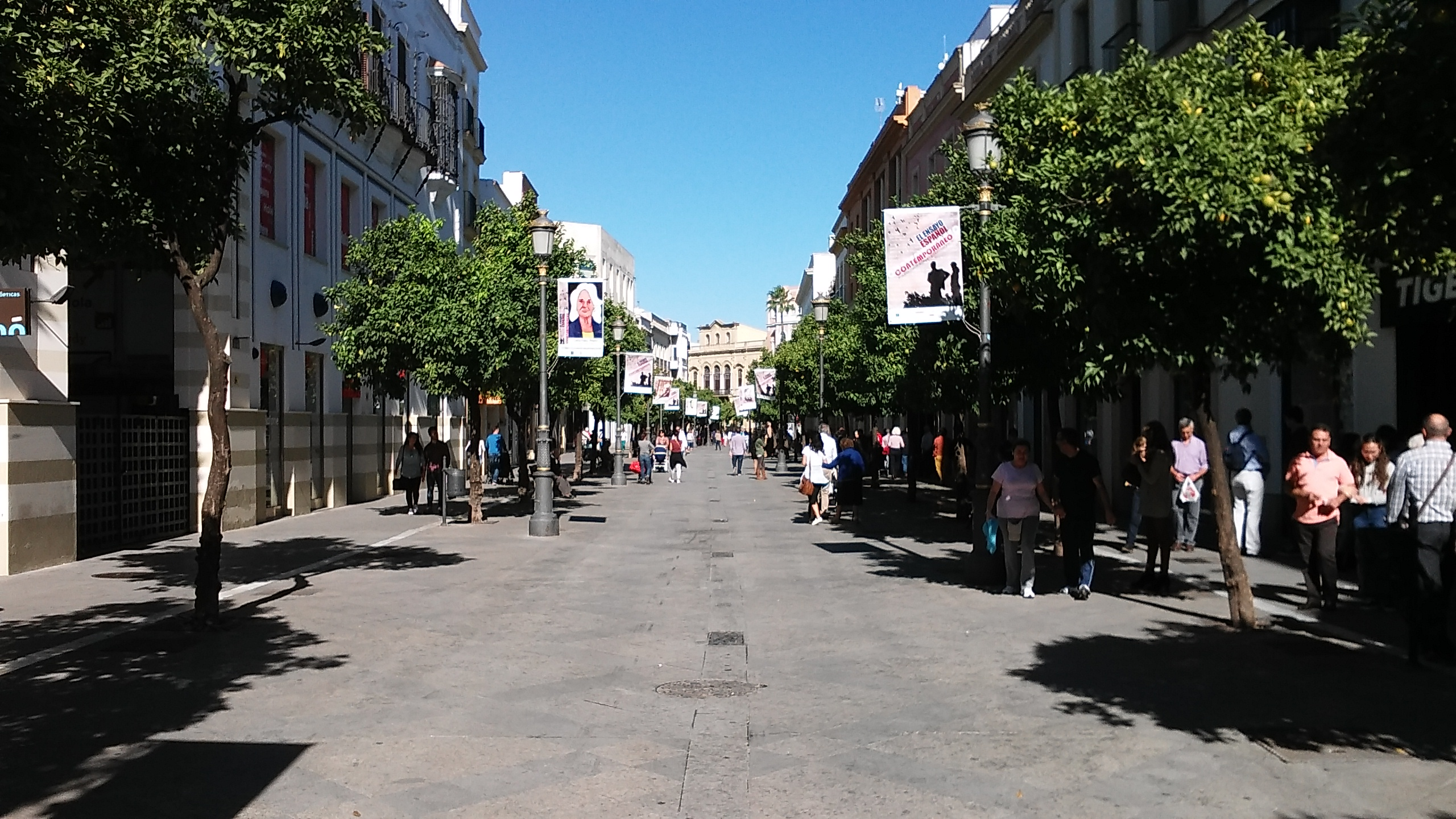
Carteles de XVII Congreso de la Fundación Caballero Bonarld

### Poesías
- Las adivinaciones (1952)
- Memorias de poco tiempo (1954)
- Anteo (1956)
- Las horas muertas (1959)
- Pliegos de cordel (1963)
- Descrédito del héroe (1977)
- Laberinto de Fortuna (1984)
- Diario de Argónida (1997)
- Manual de infractores (2005)
- La noche no tiene paredes (2009)
- Entreguerras (2012), autobiografía en verso[23]
- Desaprendizajes (2015)

### Antologías poéticas
- El papel del coro (1961)
- Vivir para contarlo (1969). Poesía completa
- Selección natural (1983)
- Doble vida (1989) Prólogo de Pere Gimferrer
- Poesía amatoria (1999)
- Somos el tiempo que nos queda (2004, 2007 y 2011). Obra poética completa
- Años y libros (2004) Edición de Luis García Jambrina
- Paz con aceite (2005)
- Summa vitae (2007) Edición de Jenaro Talens
- Casa junto al mar (2008) Edición de Pablo Méndez
- Estrategia del débil (2010) Edición de Juan Carlos Abril
- Ruido de muchas aguas (2011) Edición de Aurora Luque
- Sombras le avisaron (2013) Selección del autor
- Material del deseo (2013) Edición de Juan Carlos Abril
- Marcas y soliloquios (2013) Edición de Juan Carlos Abril
- Vivo allí donde estuve(2013) Edición de José Ramón Ripoll
- Quién sino tú (2013) Edición de José Ramón Ripoll
- Un sustantivo mundo (2017) Edición de Juan Carlos Abril

### Novelas
- Dos días de setiembre (1962). Premio Biblioteca Breve 1961.
- Ágata ojo de gato (1974), que versa sobre las amenazas al Coto de Doñana[24]
- Toda la noche oyeron pasar pájaros (1981)
- En la casa del padre (1988)
- Campo de Agramante (1992)

### Memorias
- Tiempo de guerras perdidas (1995)
- La costumbre de vivir (2001)
- La novela de la memoria (2010). Edición en un solo volumen de Tiempo de guerras perdidas y La costumbre de vivir
- Memorial de disidencias (2014), biografía autorizada escrita por Julio Neira[25]
- Examen de ingenios (2017)[26]

### Ensayos y artículos
- El cante andaluz (1953)
- El baile andaluz (1957)
- Cádiz, Jerez y los puertos (1963)
- El vino (1967)
- Narrativa cubana de la revolución (1968)
- Luces y sombras del flamenco (1975)
- Cuixart (1977)
- Breviario del vino (1980)
- Luis de Góngora: poesía (1982)
- Los personajes de Fajardo (1986)
- De la sierra al mar de Cádiz (1988)
- Andalucía (1989)
- Botero: la corrida (1990)
- España: fiestas y ritos (1992)
- Sevilla en tiempos de Cervantes (1992)
- Copias del natural (1999)
- Mar adentro (2002)
- José de Espronceda (2002)
- Miguel de Cervantes. Poesía (2005)
- La ruta de la campiña (2005). Junto a Vicente Rojo Almarán
- La luz de Cádiz en la pintura de Cortés (2005). Junto a Antonio Agudo y Francisco Calvo Serraller
- Encuentros con la poesía (2006)
- Copias rescatadas del natural (2006) Edición de Juan Carlos Abril
- Relecturas. Prosas reunidas (1956-2005) (3 vols., 2006) Edición de Jesús Fernández Palacios
- Un Madrid literario (2009). En colaboración con el fotógrafo José Manuel Navia
- Osuna : historia y cultura (2009)
- Oficio de lector, serie de artículos y conferencias sobre escritores, Seix Barral, 2013[27]

### Obras musicales
- ¡Tierra!, álbum de El Lebrijano con letra de Caballero Bonald[28]

## Premios y reconocimientos
- Premio de Poesía Platero 1950

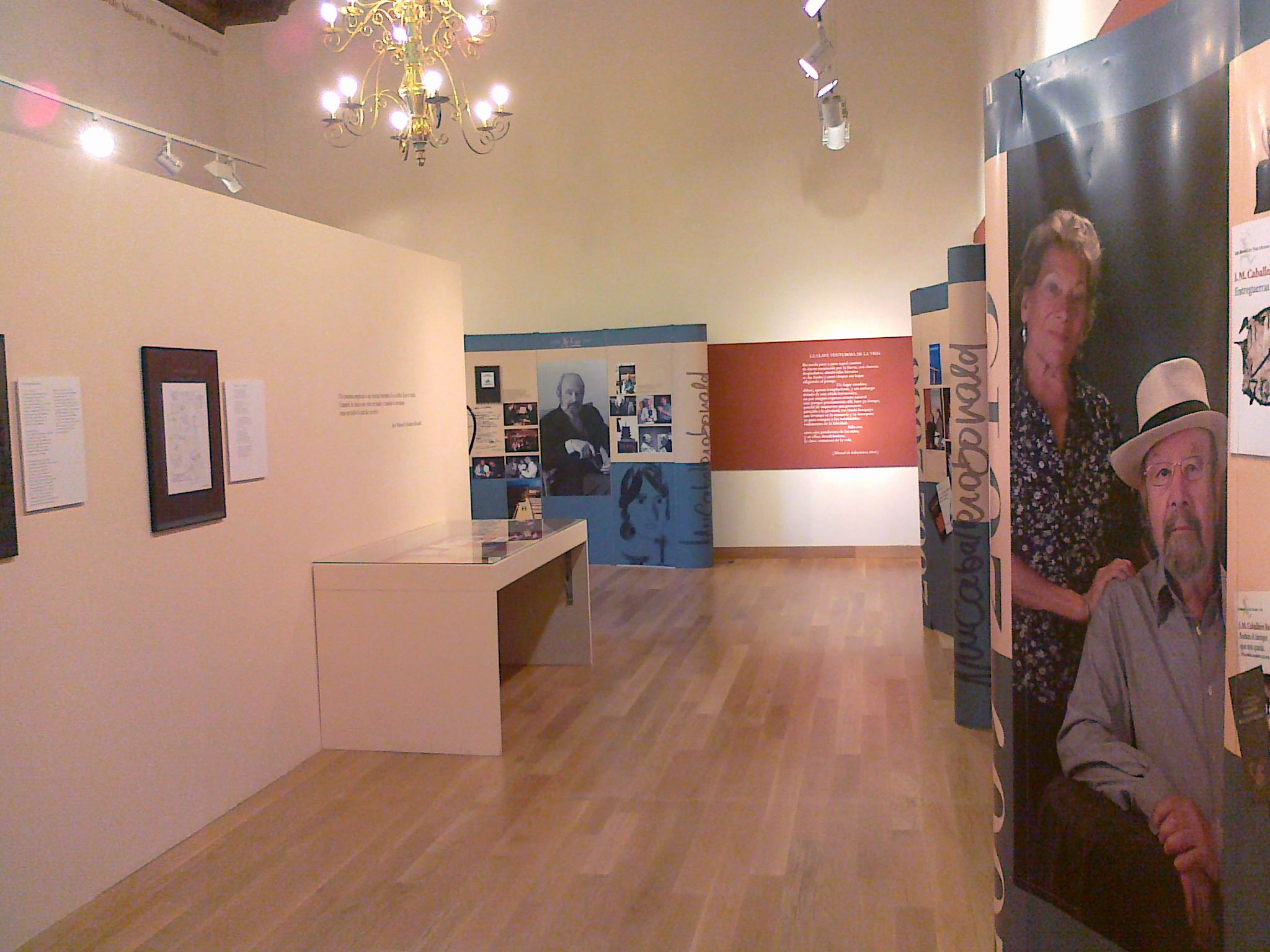
Exposición De lo vivo a lo contado con motivo de su Premio Cervantes

- Accésit del Premio Adonáis 1951 con Las adivinaciones
- Premio Boscán 1958 por Las horas muertas
- Premio de la Crítica de poesía castellana 1960 por Las horas muertas
- Premio Biblioteca Breve 1961 por Dos días de septiembre
- Premio Barral 1974 por Ágata ojo de gato[29]
- Premio de la Crítica de narrativa castellana 1975 por Ágata ojo de gato
- Premio de la Crítica de poesía castellana 1977 por Descrédito del héroe
- Premio Fundación Pablo Iglesias 1978
- Premio Ateneo de Sevilla 1981 por Toda la noche oyeron pasar pájaros
- Premio Plaza & Janés 1988
- Premio Andalucía de las Letras 1990
- Miembro correspondiente de la Academia Norteamericana de la Lengua Española (1993-1994)
- Hijo Predilecto de Andalucía (1996)
- Hijo Predilecto de la provincia de Cádiz (1998)[30]
- Medalla de Oro del Círculo de Bellas Artes de Madrid (2000)
- Doctor honoris causa por la Universidad de Cádiz (2004)[31]
- Premio Reina Sofía de Poesía Iberoamericana 2004
- Premio Nacional de las Letras Españolas 2005
- Premio Internacional Terenci Moix 2005
- Premio Nacional de Poesía (España) 2006
- Premio Internacional de Poesía Federico García Lorca 2009
- Premio ABC Cultural & Ámbito Cultural 2010
- Premio Cervantes 2012
- Autor del año 2013 por la Consejería de Cultura de la Junta de Andalucía[32]
- Doctor honoris causa por la Universidad Nacional de Educación a Distancia (2013)[33]
- Premio Obra de Arte Total 2015 de la Asociación Wagneriana[34]
- Premio Francisco Umbral al Libro del Año 2016[35]
- Premio Andalucía de la Crítica en poesía 2016[36]
- Disco-Libro "Jerez canta a Caballero Bonald"[37]
- La ONCE le dedica la imagen de un cupón en 2017[38]